# 谷村自足
谷村 自足（たにむら よりたる、1675年(延宝3年) - 1754年8月25日（宝暦4年7月8日））は、江戸時代中期の土佐藩上士。通称は藤馬。谷村家の第2代当主。有楽流(織田貞置流)茶人。無双直伝英信流第15代 谷村亀之丞自雄の曾祖父。

## 来歴

### 生い立ち
延宝3年(1675年)、谷村政寿(玄柳)の嫡男として生まれる。幼名は左門、金四郎、九郎太夫、右衛門八と変わったが、字の藤馬として知られる。
元禄4年(1691年)、土佐藩主・山内豊昌の時代、叔父・谷村元直(喜左衛門・次郎四郎)の養子となる。谷村元直は、自足の実父・谷村政寿(八郎兵衛・玄柳)の弟にあたる。

### 茶人として
三河吉田藩士の土肥自在軒(二三翁)に師事し、有楽流(織田貞置流)の茶道を修める。

### 跡目相続以降
元禄8年9月6日(1695年10月13日)、亡養父・谷村元直の跡目を相違無く下し置かれ相続する。
元禄12年(1699年)、川田新兵衛代番にて江戸表へ罷り越し、翌13年3月(1700年4月下旬～5月上旬)、交代をする筈のところ、太守様御参勤の後の御用があった為、御差留を仰せ付けられ、御参府の後、山内豊房公の御使役を仰せ付けられ、相勤め罷り在り候ところ、同8月3日(1695年9月15日)、豊房公の大御小性を仰せ付けられ、御入部の御供をつかまつり、土佐へ帰着したが、江戸において、山内豊昌公御遠行を遊ばされ、俄に御参府遊ばされたので、引き返し御供を仰せ付けられ、これに依って大儀料として白銀八枚を下し置かれた。
元禄14年9月4日(1701年10月5日)、土佐藩主山内豊房公の時代、野根在番を仰せ付けられる。

### 大坂御留守居役
元禄16年7月10日(1701年8月22日)、大坂御留守居役を仰せ付けられ、妻子領知50石を下し置かれた。
宝永4年12月23日(1708年1月15日)、土佐藩主山内豊隆の時代、柄弦御指物役を仰せ付けられ、役領知50石を下し置かれる。
宝永6年8月27日(1709年9月30日)、御献上御材木の御用方を宜しく相勤め、御献材御首尾よく相済ませた事により、御祝儀・御帷子2領を成し遣わされた。
正徳3年11月9日(1713年12月26日)、御近習足軽知200石を下し置かれ、従来の役領知は除かる。
享保元年3月6日(1716年4月27日)、江戸留守居役ならびに御内用方を兼帯仰せ付けられ、役領知200石を下し置かれた。
享保5年7月6日(1720年8月9日)、土佐藩主山内豊常の時代、江戸において御家督なされ御祝儀、御加増知50石下し置かれる。
享保6年3月11日(1721年4月7日)、江戸において逐年「耳遠」に罷り成り候につき願いをもって従来の役を御免。役領知ならびに妻子領を召し上げらる。尤も御鉄砲知はそのまま下し置かれた。同年閏7月25日(1721年9月16日)、従来の足軽知を外輪足軽知に引き直さる。
享保10年7月4日(1725年8月11日)、今般、太守様御入部遊ばされる節、御歓なされ予州伊達遠江守様より御使者が参り、この御返礼の御使者を仰せ付けられ、本日爰元に出発。同7月12日(太陽暦8月19日)、帰着。
同9月2日(太陽暦10月7日)、山内豊常公が御遠行遊ばされ、御家督を為し済まされ、本山土居守を仰せ付けらる。

### 御馬廻組頭
享保11年12月3日(1726年12月25日)、土佐藩主山内豊敷の時代、御馬廻組頭を仰せ付けられ、従来の外輪足軽知200石を当役領に引き直さる。
享保16年5月16日(1731年6月20日)、御帰国につき江戸表へ御使者を仰せ付けられる。
延享3年1月9日(1746年2月28日)、老年に及び、組頭役を差し免がれ、従来の役領知の内50石御加増に引き直され、御馬廻を仰せ付けらる。
寛延2年(1749年)、故土肥二三翁旧蔵の茶器工藝を許可されて筆写した。
寛延3年(1750年)、願い奉り逼塞入り。

### 晩年
宝暦4年7月8日(1754年8月25日)病死。享年80歳。墓は高知県高知市塩屋崎、妙国寺の上、渋谷傳の墓の東側にあり。

## 家族
- 高祖父：谷村政冬(条助) - 近江国住人。京極氏家臣。
  - 曾祖父：谷村政盛(九郎太夫) - 近江国住人。石田三成に仕え600石を領す。関ヶ原の戦いの時、美濃国岐阜表に於いて討死[2]。
  - 祖父：谷村政光(半兵衛) - 近江国住人
    - 伯父：谷村政乗(弥太郎) - 谷村政寿の実兄(近江国住人)
    - 実父：谷村政寿(玄柳) - 近江国住人
    - 養父：谷村元直(喜左衛門、　　- 1695年) - 谷村政寿の実弟
    - 養母：尾崎之宗(弥惣)の次女
      - 本人：谷村自足(藤馬)
      - 妻：雨森氏春(九太夫)の長女
        - 長男：谷村元範(小隼太) - 早世
        - 次男：谷村自貞(酒之丞、1725年 - 1777年[3])
        - 妻：尾崎之孚(老之丞)の長女
          - 孫：谷村自熈(久之丞)
          - 妻：祖父江直雄長女 - (死別)
            - 曾孫：谷村自高(右衛門八、1782年 - 1852年[3])
            - 曾孫：乾信武(庄右衛門)の妻 - 板垣退助の祖母[4]
            - 曾孫：中山秀貞[5](覚之丞)の妻
            - 曾孫：谷村自雄(亀之丞)–無双直伝英信流 第15代

## 補註
1. 1 2 3  『土佐茶人系譜』甲藤勇著
2. 1 2 3 4 5 6 7 8 9 10 11 12 13 14 15 16 17 18 19  『御侍中先祖書系圖牒』旧山内侯爵家蔵
3. 1 2 3 4 5 6 7  『土佐の墓(2)』山本泰三著、土佐史談会、1987年(昭和62年)、74頁
4. ↑  “『板垣精神 -明治維新百五十年・板垣退助先生薨去百回忌記念-』”.   一般社団法人 板垣退助先生顕彰会 (2019年2月11日). 2020年9月1日閲覧。
5. ↑  中山秀貞は、乾正清の曾孫。「∴乾正清-中山秀信-中山秀利-中山秀貞」となる。